# Lotofagi

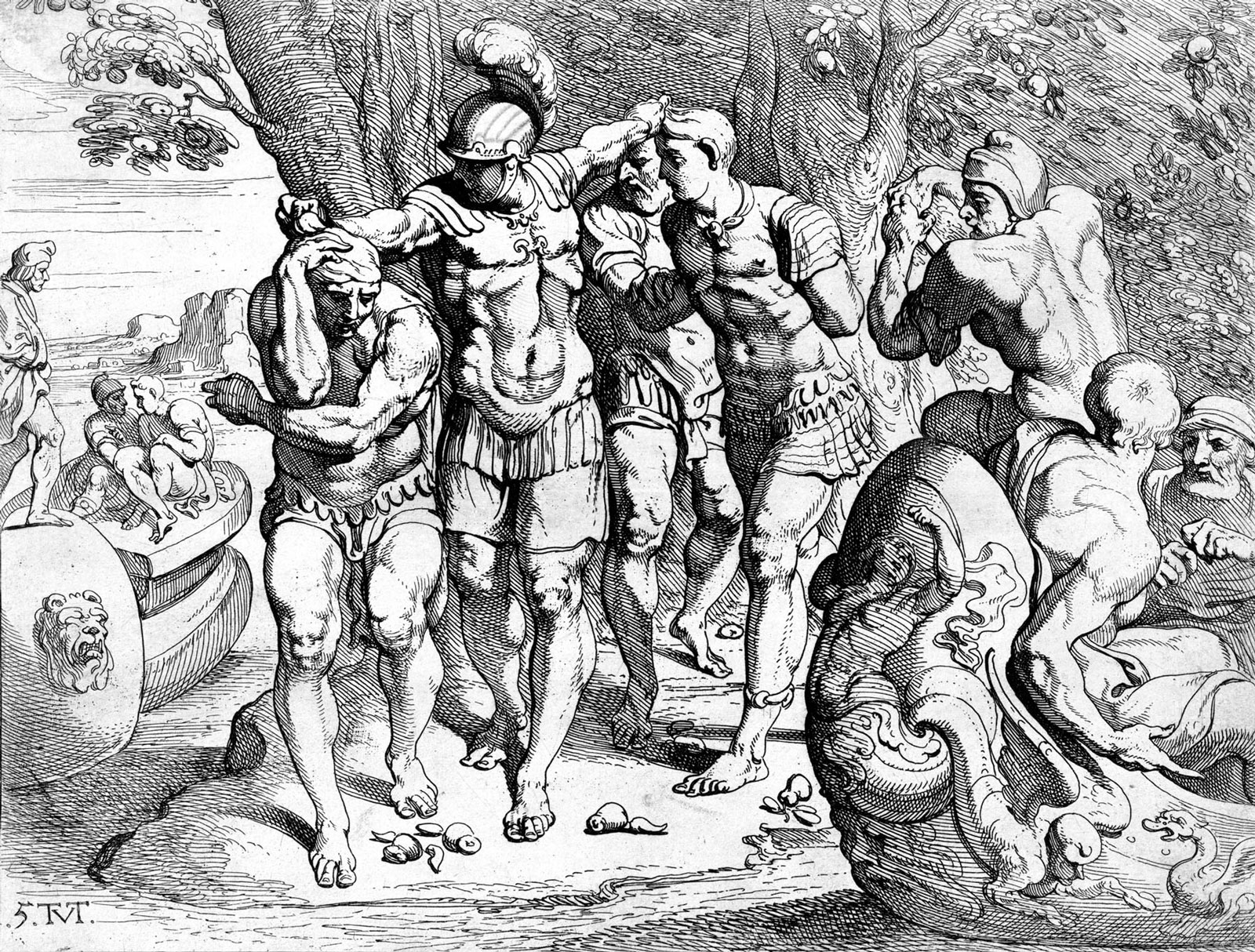
Odisseo fra i Lotofagi in un disegno del XVIII secolo

I Lotofagi (dal greco antico: Λωτοφάγοι?, Lōtophágoi, λωτός, lōtós ("loto, frutto del Nordafrica") e φαγεῖν, phageîn ("mangiare"): mangiatori di loto) sono un popolo mitico presente nell'Odissea.
Il loro paese dovrebbe andar ricercato sulle coste della Cirenaica. Una tradizione, sostenuta e amplificata dall'industria del turismo, individua in Djerba, nel Sud tunisino, l'"isola dei Lotofagi". Diverse carte nautiche antiche riportano l'isola col nome di Lotophagitis.

## Nell'Odissea
Nel IX libro dell'Odissea (vv. 82-102), Omero narra di come Ulisse approdò presso questo popolo dopo nove giorni di tempesta, che colse lui e i suoi uomini presso Capo Malea, spingendoli oltre l'isola di Citera. I Lotofagi accolsero bene i compagni di Ulisse e offrirono loro il dolce frutto del loto, unico loro alimento che però aveva la caratteristica di far perdere la memoria, per cui Ulisse dovette imbarcare i compagni a forza e prendere subito il largo per evitare che tutto l'equipaggio, cibandosi di loto, dimenticasse la patria e volesse fermarsi in quella terra (nell'Odissea si dice fosse su un'isola).
La localizzazione dei lotofagi ha sempre creato pareri discordi ed è stata oggetto di ricerca non solo per i geografi, ma anche per i botanici. Alcuni pensano che i lotofagi omerici siano frutto di fantasia, altri un popolo di origine africana, probabilmente tunisino.

## NelleStoriedi Erodoto
Oltre all'Odissea, Erodoto è la seconda fonte importante sui Lotofagi. Secondo Erodoto i Lotofagi abitano il promontorio davanti al paese di Gindani. Vivevano del frutto del loto, grande all'incirca quanto quello del lentisco, ma per dolcezza assai simile al frutto della palma. Da tale frutto i lotofagi ricavano anche un vino inebriante.
Nelle Storie di Erodoto, il loto descritto differisce da quello egiziano, che spuntava in occasione delle inondazioni del Nilo. Esso era distinto in due specie: il nelumbo, di derivazione indiana, e la "ninfacea", tipicamente egiziana.
Il loto del IV libro di Erodoto corrisponde alle caratteristiche dello Ziziphus vulgaris, ovvero l’albero di giuggiolo, spinoso, le cui bacche, presenti in abbondanza tra la Sirte e il lago Tritone, rappresentavano il cibo base di alcune tribù del Nord Africa. Va detto che Erodoto non fa alcun cenno agli effetti oblianti di cui parla Omero. Parla però di un vino ricavato dal frutto, di sapore dolcissimo. Esso andava consumato nell'arco di due o tre giorni.

## Riferimenti nella cultura popolare
- Nel libro di Rick Riordan Percy Jackson e il Ladro di Fulmini, Percy arriva a Las Vegas, dove entra nel "Casino Lotus", un luogo gestito dai Lotofagi in cui il tempo è distorto.
- Il gruppo britannico The Lotus Eaters deve il proprio nome a questo episodio dell'Odissea.
- Il gruppo musicale Pinguini Tattici Nucleari cita i lotofagi nella canzone Rubami la notte.
- In Epic: The Musical fanno parte della canzone "Open Arms".